# Wojciech Skupień
Wojciech Skupien (né le 9 mars 1976 à Zakopane, dans la voïvodie de Petite-Pologne) est un sauteur à ski polonais.

## Palmarès

### Jeux Olympiques
| Épreuve / Édition | Lillehammer 1994 | Nagano 1998 | Salt Lake City 2002 |
| Petit Tremplin    | 29e              | 32e         | 42e                 |
| Grand Tremplin    | 31e              | 11e         |                     |

### Championnats du monde
| Épreuve / Édition | Épreuve / Édition | Falun 1993 | Thunder Bay 1995 | Trondheim 1997 | Ramsau 1999 | Lahti 2001 |
| Petit Tremplin    | Petit Tremplin    | 45e        | 17e              | 18e            | 41e         | 15e        |
| Grand Tremplin    | Grand Tremplin    | 33e        | 26e              | 38e            |             | 28e        |
| Par Equipes       | PT                |            |                  |                |             | 5e         |
| Par Equipes       | GT                |            |                  |                |             | 8e         |

### Championnats du monde de vol à ski
| Épreuve / Édition | Kulm 1996 | Vikersund 2000 | Planica 2004 |
| Individuel        | 32e       | 25e            | 43e          |
| Par Equipes       |           |                | 8e           |

### Coupe du monde
- Meilleur classement final : 38e en 2000.
- Meilleur résultat : 6e.